# Under the Pressure
"Under the Pressure" is een nummer van de Amerikaanse indierockband The War on Drugs, geleid door gitarist en zanger Adam Granduciel. Het kwam uit op 26 mei 2014 als tweede single van het album Lost in the Dream, het derde studio-album van de band. De andere hitsingle van het album, Red Eyes, werd een half jaar eerder vrijgegeven. De videoclip werd op 20 augustus 2014 gepubliceerd. "Under The Pressure" bereikte wereldwijd geen hoge posities op de hitlijsten. België was een uitzondering: aldaar bereikte het de top 10. In Nederland kwam het de hitlijsten niet binnen. Het album, dat in maart 2014 uitkwam, kwam in meerdere landen wel op de albumhitlijsten binnen. In 2015 kwam het nummer binnen in de Radio 2 Top 2000.
"Under the Pressure" is met bijna negen minuten het langste lied op het album Lost in the Dream. Het start met uitsluitend het geluid van bekkens, die na enkele tientallen seconden bijgestaan worden door wazige klanken van een keyboard; slagwerk voegt zich er dan bij, waarna Granduciel begint te zingen. Hij schreef het lied nadat zijn relatie was verbroken, hetgeen in "Under The Pressure" terugkomt en met name in de eerste drie regels: "Well the comedown here was easy / Like the arrival of a new day", gevolgd door het contrasterende "But a dream like this gets wasted without you".
Tijdens hun live concerten behoort de uitgesponnen versie van dit nummer tot een van de hoogtepunten.

## NPO Radio 2 Top 2000
| Nummer met noteringen in de NPO Radio 2 Top 2000 | '15  | '16 | '17 | '18 | '19 | '20 | '21 | '22 | '23 | '24 |
| ------------------------------------------------ | ---- | --- | --- | --- | --- | --- | --- | --- | --- | --- |
| Under The Pressure                               | 1876 | 814 | 579 | 504 | 655 | 628 | 561 | 497 | 513 | 549 |

1. ↑  Een vetgedrukt getal geeft de hoogste notering aan.
2. ↑  2015 was het eerste jaar met een notering voor dit nummer.